# Jason Sears
Jason Sears   (23 de gener de 1968 - Tijuana, 31 de gener de 2006) va ser un cantant de punk rock estatunidenc conegut pel seu treball amb Rich Kids on LSD (RKL), des de 1982 fins a la seva primera dissolució el 1990 i de nou de 1993 a 2006. També va ser un surfista de neu patrocinat per l'equip de surf de neu Barfoot.

## Biografia
Sears va ser un dels cantants que va contribuir a l'àlbum Strait Up, realitzat en memòria de Lynn Strait, el difunt cantant del grup Snot. Sears va proporcionar la veu per a la cançó «Until next time».
El 2006, Sears va morir en una clínica de desintoxicació a Tijuana d'una trombosi pulmonar no relacionada amb el tractament. Segons les autoritats mexicanes, havia patit abscessos de pell greus i una infecció. Estava essent tractat per addicció a la ibogaïna, un compost psicoactiu amb propietats antiaddictives que és il·legal als EUA.
Sears és recordat per NOFX a la cançó «Doornails» de l'àlbum de 2006 Wolves in Wolves' Clothing, un homenatge als músics de punk rock del sud de Califòrnia morts.